# Dacia, Bălți
Dacia  este un cartier în municipiul Bălți, situat în nordul sectorul planimetric Pământeni. Este cea mai bine finalizată formațiune locativă cu complex integrat de obiective prestări servicii . Construcția cartierului a demarat la începutul anilor '70 cu înălțarea primelor 5 blocuri locative, care au stat la baza cartierului. 
În 1975 Comitetul executiv al orașului Bălți a denumit noul cartier Okteabriskoe (în onoarea Revoluției din Octombrie), însă la începutul anilor '90 cartierul este redenumit în Dacia (în onoarea provinciei romane Dacia). Așezându-se în această periferie a orașului, oamenii aveau nevoie în primul rând de grădinițe, școli, magazine și alte instituții. Grădința nr. 37 a început să funcționeze în februarie 1976. În aceeași perioadă, pe actuala stradă Konev, funcționa Tehnicumul politehnic (Colegiul Politehnic) și Școala profesională nr. 1. Timp de 40 de ani în acest cartier a fost creată o infrastructură dezvoltată. Din instituțiile publice amplasate în cartier, cele mai importante sunt: Centrul de Medicină Preventivă, Direcția de Producție și Exploatare a Fondului Locativ, și Centrul de Plasament Temporar și Reabilitare a Copiilor. Majoritatea instituțiilor de învățământ secundar profesional și mediu de specialitate din Bălți, Colegiul Politehnic, Colegiul de Industrie Ușoară, mai multe școli profesionale, sunt concentrate în cartierul Dacia.
Populația cartierului atinge circa 32.300 persoane. Fondul locativ al cartierului este reprezentat de blocuri de 5 și 9 etaje .

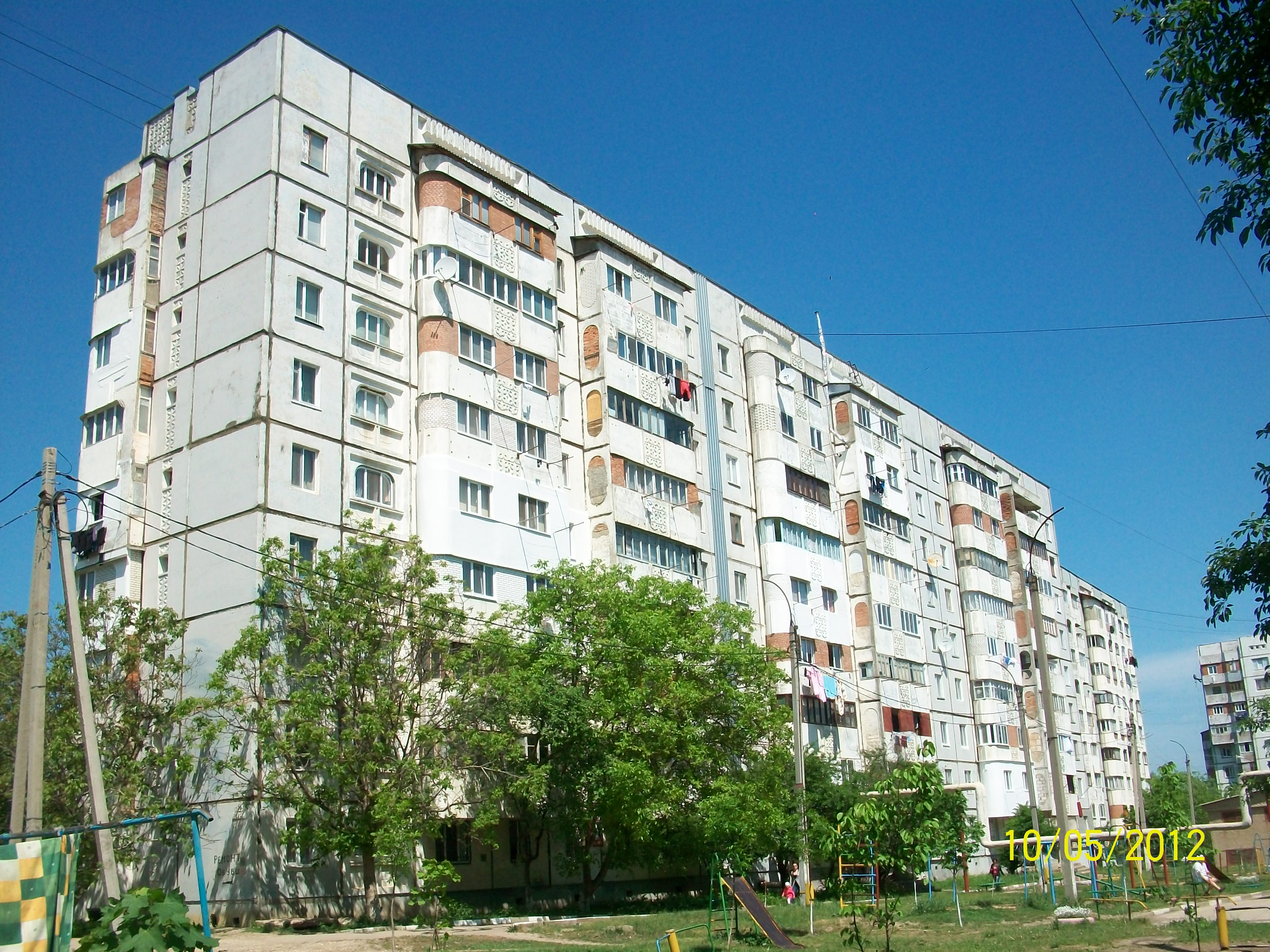
Bloc locativ
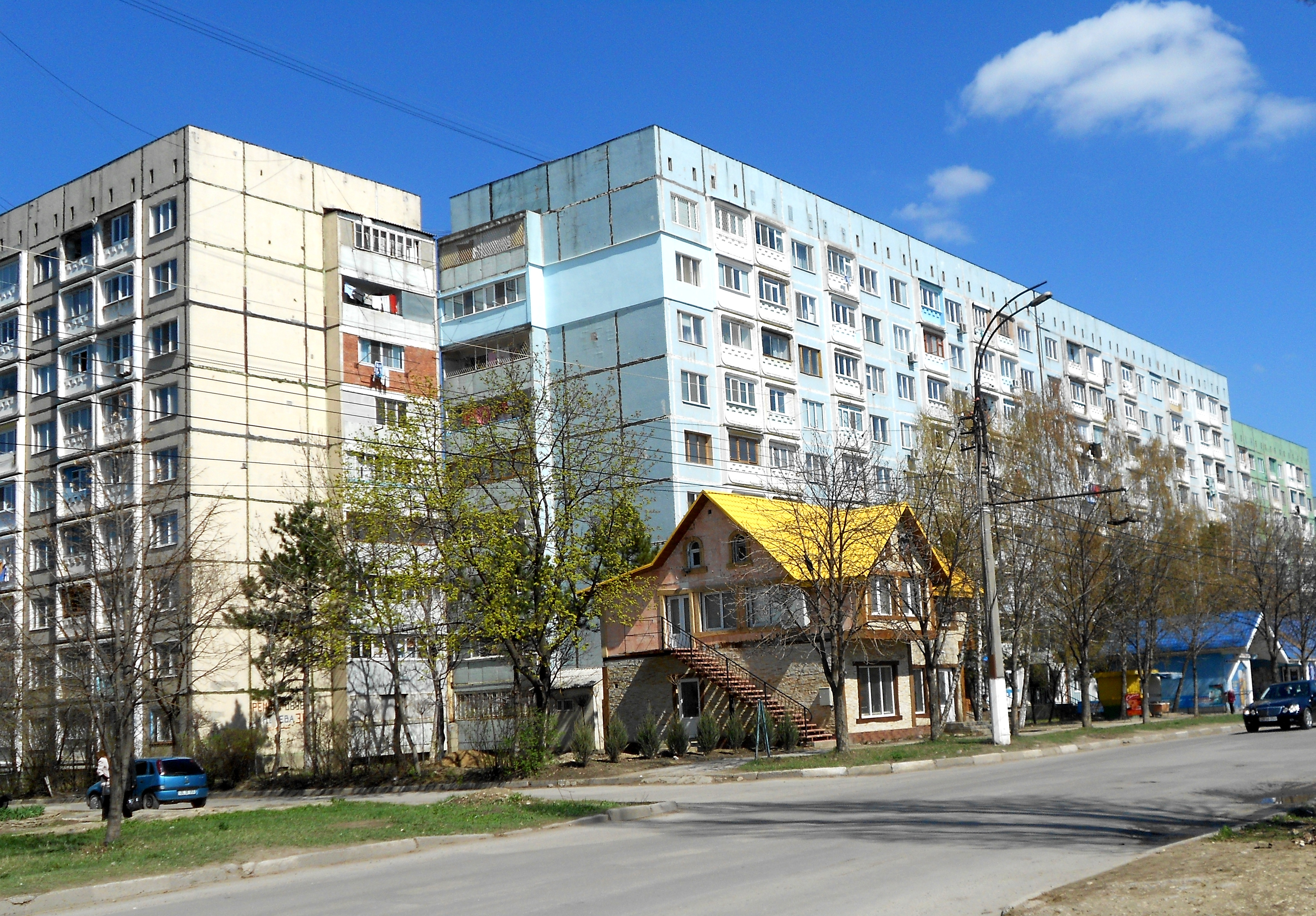
Bloc locativ
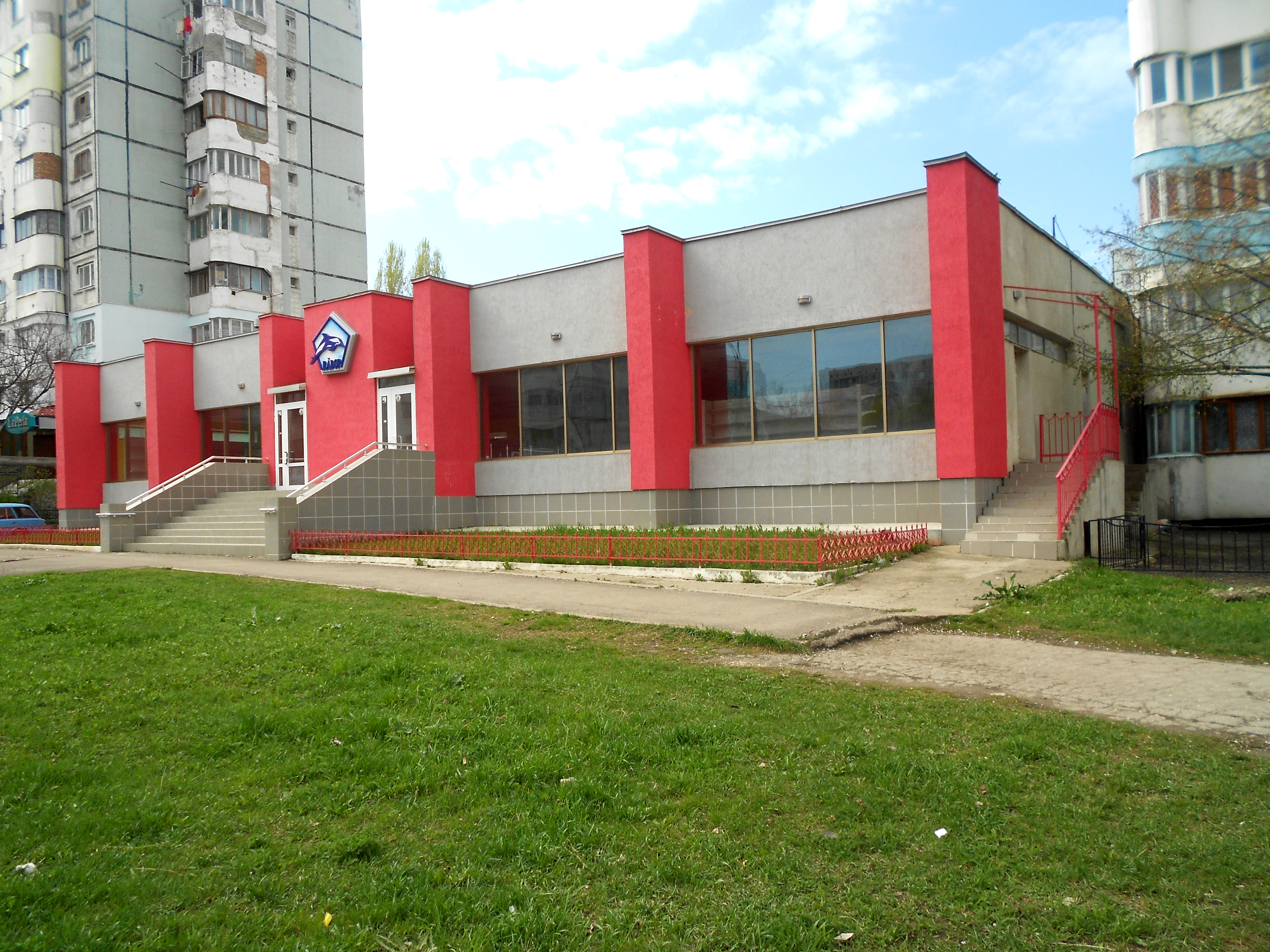
Magazin „Rădop”
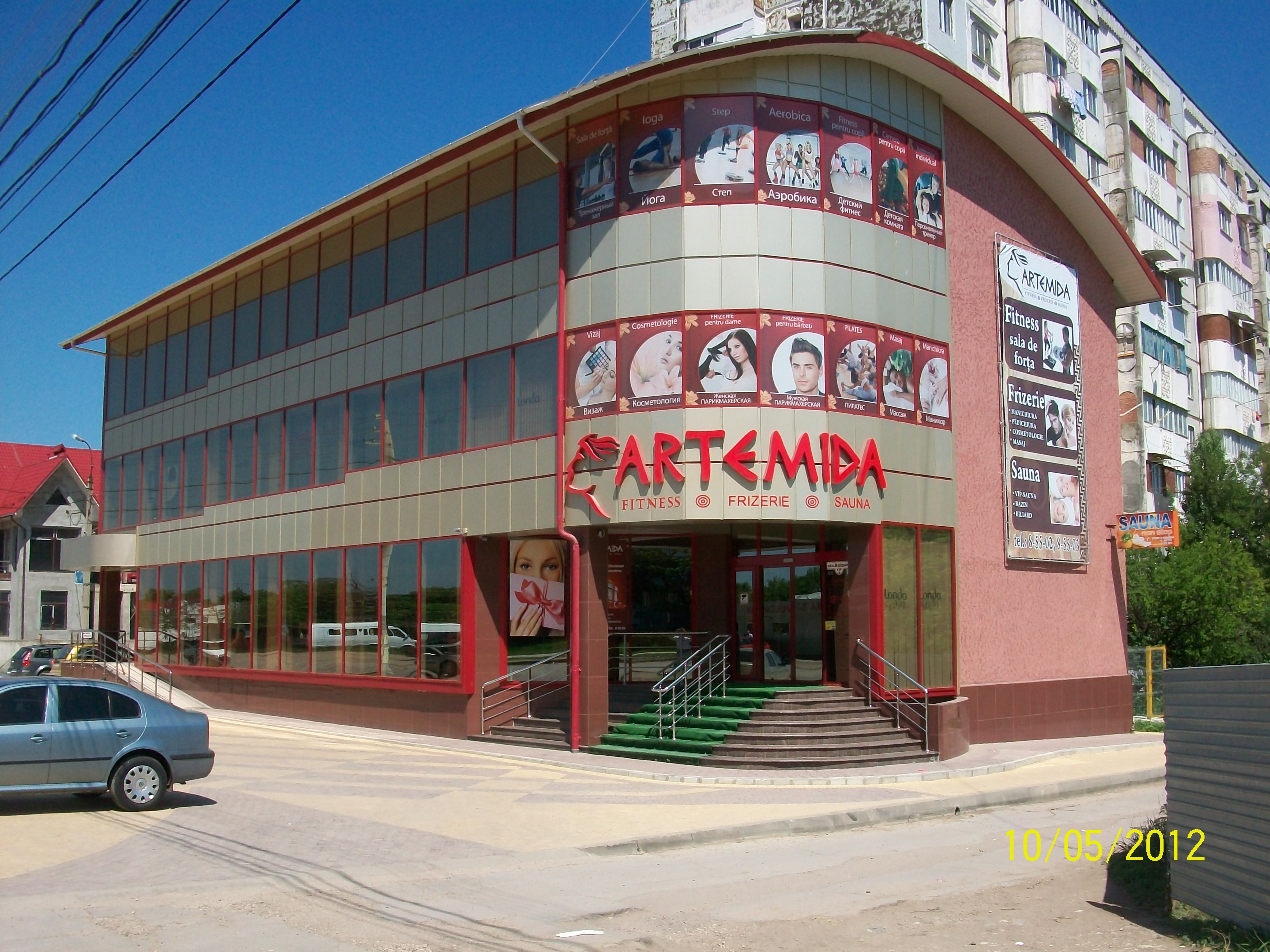
„Artemida”